# مزرعة السياد
مزرعة السياد هي إحدى القرى اللبنانية من قرى قضاء جبيل في محافظة جبل لبنان.